# 憨山徳清

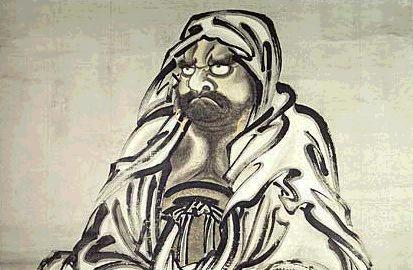
禅宗開祖の達磨大師

憨山徳清（かんざん とくせい、1546年11月5日 - 1623年1月15日）は、中国明代の高僧。俗姓は蔡氏。字は澄印、号は憨山、法号は徳清。弘覚禅師とも呼ばれる。南直隷滁州全椒県の出身。明代の四大高僧（雲棲祩宏・紫柏真可・憨山徳清・蕅益智旭）の一人に数えられている。臨済宗を伝承している。憨山徳清は禅宗の復興に尽くし、紫柏真可と交流があった。
憨山徳清は仏教・儒教・道教に精通しており、三つの思想の融合を主張した。仏教では禅と浄土の両方を修めるように提唱し、禅宗の六祖である慧能大師の考えを継承している。

## 略歴

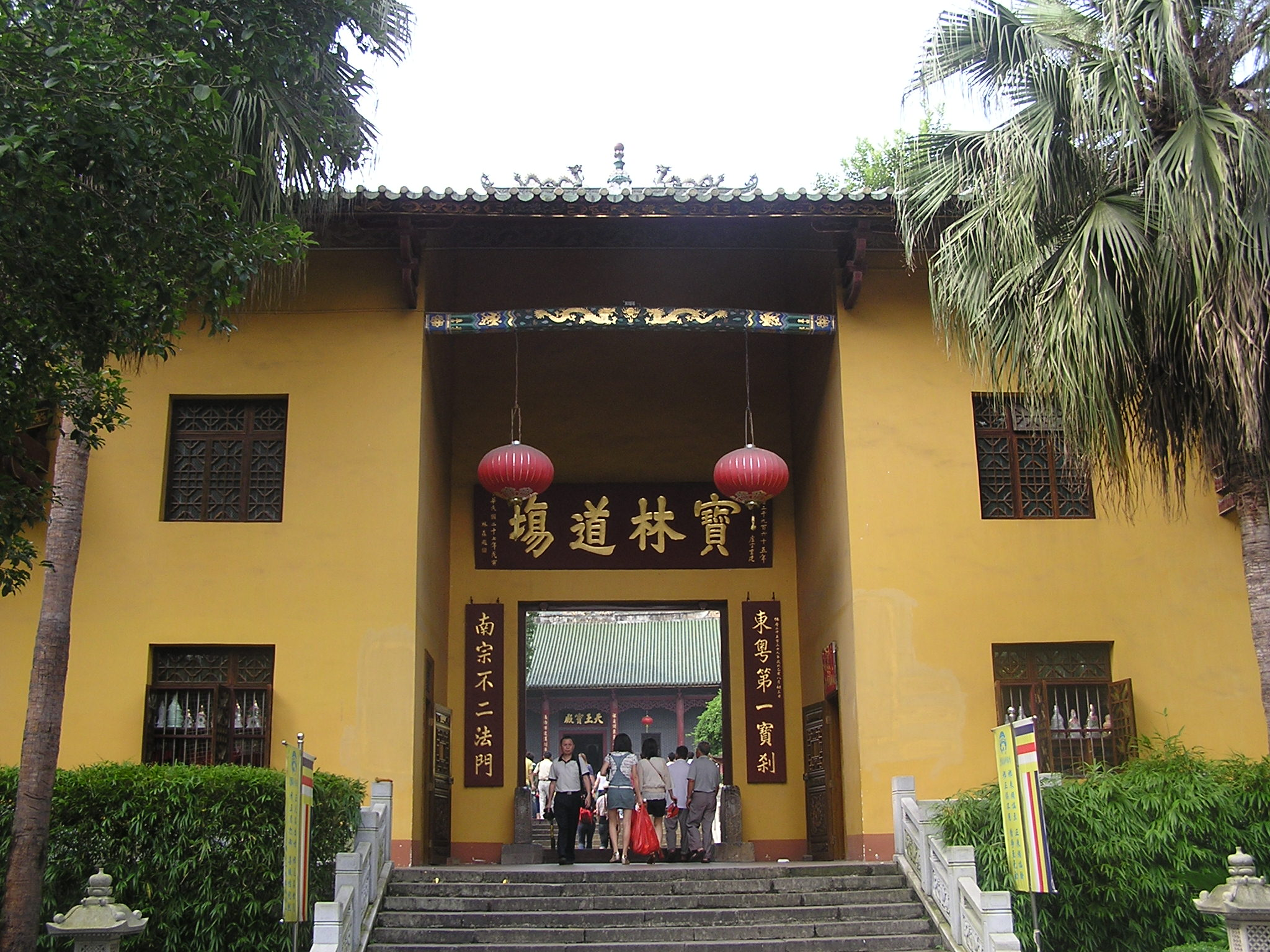
南華寺

19歳のときに棲霞山の雲谷法会に謁見し、「中峰広録」を読み、禅に励むことを決意、報恩寺に帰り出家する。紫柏真可とは手紙から交流が始まり、それがきっかけで会うと一晩を語り明かし、その後一生の交流を持つようになった。その後朝廷の政争に巻き込まれ、投獄され、雷州などに流された。1606年に赦され、曹渓（現在の広東省韶関市曲江区）に戻り、南華寺の修復に尽力した。その後広州の長春庵で教義をしたり、1613年には湖南省衡州酃湖の万聖寺に移り、「楞厳通議」・「法華通議」・「起信論略疏」などを書いた。1616年以降は九江の廬山に行き、ここで「清涼疏鈔」から「華厳経綱要」八十巻を編纂した。1622年に南韶道観察使の祝以豳の招きで、再び曹渓へ行くが、その地で円寂。78歳であった。現在曹渓にある南華寺には未だ肉身菩薩（即身仏）となった憨山徳清が祀られている。